# Евангелие от Мария Магдалина
„Евангелие от Мария Магдалина“ е било написано в оригинал на гръцки някъде през II век. Двете запазени копия на гръцки са изключително фрагментирани. При археологическа експедиция в северен Египет е открит препис на евангелието на коптски език, по-пълен и по-добре запазен.
Истинската история на Мария Магдалина е дълбоко свързана с Исус. Тя играе звездна роля в една от най-силните и важни сцени в евангелията. Когато Исус е измъчван от римляните, Мария Магдалина е до него, поддържа го в заключителните му ужасяващи моменти и оплаква смъртта му. Тя открива празния гроб и е свидетел на възкресението. Мария е в началото на движението, което по-късно променя целия Запад.
Но Мария Магдалина, която живее в нашето съзнание, е много по-различна. В изкуството тя често е полугола или самотна отшелница, изкупваща греховете си прокудена сред дивата природа...
Колкото и мощен да е този образ, това не е историята на Мария Магдалина. Тя е спомената във всяко едно от четирите евангелия в Новия завет, но те никъде не споменават, че тя е била проститутка или грешница.
В същото време Мария често се бърка с други две жени в Библията – Мария, сестрата на Марта и Лазар, и неназованата грешница от евангелието на Лука (7:36-50), всяка от които измива нозете на Исус с косите си. През шести век папа Григорий Велики изказва официално това предположение, заявявайки на една проповед, че тези три жени са един и същи човек – Мария Магдалина, покаялата се блудница.
Четиринадесет века по-късно, през 1969 г. католическата църква признава официално, че Мария Магдалина не е каеща се блудница. Въпреки това и до днес репутацията ѝ не се е променила...

## Писмени паметници на древния гностицизъм
- Евангелие от Тома
- Евангелие от Филип
- Евангелие от Юда